# Яндюк Олег Васильович
Олег Васильович Яндюк (28 січня 1991, с. Турчинка — 8 січня 2015, Щастя) — український військовик, старший солдат, телефоніст-лінійний наглядач 26-ї окремої артилерійської бригади Збройних сил України, учасник російсько-української війни.

## Біографія
Народився 28 січня 1991 року в селі Турчинка, Житомирської області.
Навчався в Іршанському навчально-виховному комплексі, де здобув спеціальність токаря. Після закінчення строкової служби в армії працював за спеціальністю в ремонтному цеху Іршанського гірничо-збагачувального комбінату.
У березні 2014 року призваний до Збройних сил України та направлений у 26-у окрему артилерійську бригаду, де служив у 11-й батареї 4-го дивізіону.
Загинув 8 січня 2015 року під час обстрілу в районі смт Петрівка, Станично-Луганський район, Луганська область. Тоді ж загинув сержант Іван Вовк. У Олега Яндюка залишилися мама та сестра.

## Нагороди та вшанування
- Орден «За мужність» III ст. (посмертно) (4 червня 2015) — за особисту мужність і високий професіоналізм, виявлені у захисті державного суверенітету та територіальної цілісності України, вірність військовій присязі[3].
- Вшановується в меморіальному комплексі «Зала пам'яті», в щоденному ранковому церемоніалі 8 січня[4][5].